# Pppd
pppdは、Point-to-Point Protocol(PPP)のデーモンであり、Unix系OSの2つのノード間のネットワーク接続を管理するのに用いられる。コマンドライン引数や設定ファイルにより設定される。PPPで接続された経路を複数マシンで共有するためNATと組み合わせ利用されることが多い。
当初はダイヤルアップ接続の管理にのみ用いられていたが、後にDSLのようなブロードバンド接続にも用いられるようになった（PPPoEやPPPoAを使用する場合）。
pppdの役割は、PPPセッションの接続・切断の管理である。セッションが生成される間、pppdは以下の動作を行う。
- 伝送路検出: PPPはマジックナンバーを用いて伝送路を検出する。pppdがPPP LCPメッセージを送信するとき、それらのメッセージにはマジックナンバーが含まれている。伝送路が検出されると、ノードは対抗側のマジックナンバーによってメッセージを得る代わりに、自身のマジックナンバーによりLCPメッセージを受信する。
- 自動自己設定: Using Link Control Protocol(LCP)によって、使用する圧縮・暗号化・認証方式を交渉する。
- アクセス制限と認証: Challenge-Handshake Authentication Protocol(CHAP)やPassword Authentication Protocol(PAP)のようなプロトコルを使用して、認証を行う。
- レイヤ3設定: Internet Protocol Control Protocol(IPCP)を用いて、IPアドレス・MTU・DNSサーバアドレスなどのIPパラメータを交渉・決定する。いくつかのバージョンは、IPXやAppletalkのルーティングのためにInternetwork Packet Exchange Control Protocol(IPXCP)やAppleTalk Control Protocol(ATCP)をサポートしている。
- 交渉が完了した後、PPP接続がカーネルへ通されるように、要求されたネットワークインタフェースやルーティングが設定される。

以下の様な場合、pppdはPPPセッションを切断する。
- 異常なFCSフィールドを持つフレームを大量に受信したとき
- 接続が「休止」状態であるとみなされるとき（設定がある場合）
- 他のプログラムや対向側がリンク切断を要求したとき

pppdのいくつかの新しいバージョンは、Dial-on-demand routing(DDR)をサポートしている。